# Krzysztof Komorowski (zm. 1608)
Krzysztof Komorowski (ur. ok. 1542, zm. 6 lipca 1608) – kasztelan sądecki i oświęcimski, właściciel państwa żywieckiego. 
Był bratem Jana Spytka Komorowskiego. Miał cztery siostry: Zofię, Katarzynę, Annę i Magdalenę. Studiował w Lipsku i Padwie. Po śmierci ojca, Jana Komorowskiego (1556 lub 1566), wspólnie z bratem zarządzał państwem żywieckim wraz z dobrami ślemieńskimi, barwałdzkimi i suskimi. Po ojcu odziedziczył urząd kasztelana oświęcimskiego, a w 1588 został także kasztelanem sądeckim. Był wierzycielem Stefana Batorego, któremu pożyczył kilkadziesiąt tysięcy złotych pod zastaw. Z pierwszego małżeństwa z Jadwigą Lutomirską miał czwórkę dzieci: Jana, Zofię, Barbarę i Szczęsną. Po śmierci pierwszej żony w 1573 ożenił się po raz drugi w 1575 z Anną Płazówną, z którą miał dwanaścioro dzieci: Mikołaj, Krzysztof, Jan I, Stanisław, Aleksander, Jan II, Stanisław II, Piotr, Andrzej, Anna, Katarzyna, Elżbieta. Większość jego dzieci zmarło za jego życia; spośród synów wieku dorosłego dożyli Mikołaj, Piotr i Aleksander. Krzysztof Komorowski był ostatnim spośród Komorowskich żywieckich dzierżących niepodzielone ziemie swojego państwa; po jego śmierci Żywiec wraz z Łodygowicami otrzymał Mikołaj, Sucha przeszła pod władanie Piotra, a Aleksander otrzymał Ślemień. 